# Battaglia di Eraclea
La battaglia di Eraclea (o di Heraclea) fu combattuta nell'anno 280 a.C. tra le truppe della Repubblica romana guidate dal console Publio Valerio Levino e quelle della coalizione Epiro illirica  che univa Epiro, Taras (Taranto), Thurii, Metaponto ed Eraclea, sotto il comando del re Pirro d'Epiro.
Teatro dello scontro fu il territorio dominato dalla città di Eraclea, presso l'odierna Policoro. Come narra Plutarco, Pirro si accampò nella pianura tra Pandosia ed Eraclea, di fronte al fiume Siris (l'attuale Sinni). Tuttavia, poiché Tito Livio e Plinio il Vecchio precisano che Pirro era sì accampato vicino alla città, ma all'esterno dei suoi confini territoriali, si ritiene, con un certo grado di probabilità, che il suo campo fosse a circa 11 chilometri dal mar Ionio e a 6,5 da Eraclea, nell'attuale territorio di Tursi (nei pressi della frazione Anglona), laddove un tempo sorgevano le antiche mura della città di Pandosia.
All'inizio del III secolo a.C., Roma stava cercando di espandere la sua influenza sulla penisola italica e mirava alla conquista delle polis magnogreche. Pirro accorse in difesa di Taranto con 25500 uomini e 20 elefanti da guerra e furono proprio i pachidermi, animali sconosciuti ai Romani, a rivelarsi determinanti ai fini della vittoria. La battaglia fu il primo scontro tra il mondo ellenistico e quello romano. Dal punto di vista politico, la vittoria greco-epirota si rivelò nell'immediato proficua per la coalizione, poiché dopo questo scontro molte polis della Magna Grecia chiesero protezione al re epirota; questo evento, tuttavia, non risultò comunque decisivo da un punto di vista militare, poiché molte città campane e latine rimasero fedeli alla Repubblica romana.

## Contesto storico
A partire dalla seconda metà del IV secolo a.C. la Magna Grecia, ovvero le colonie greche nel Mediterraneo occidentale, cominciò lentamente a tramontare sotto i continui attacchi delle popolazioni sabelliche di Bruzi e Lucani. Queste polis, tra le quali Taranto era la più importante grazie al commercio con le popolazioni dell'entroterra e la Grecia stessa, furono più volte costrette ad assoldare mercenari - provenienti dalla madrepatria Sparta, come Archidamo III negli anni 342-338 a.C., o dall'Epiro, come Alessandro il Molosso negli anni 335-330 a.C. - per difendersi dagli attacchi dei Lucani. Nel corso di queste guerre, i Tarentini, nel tentativo di far valere i propri diritti sull'Apulia, stipularono, attorno al 325 a.C., un trattato con Roma, secondo il quale alle navi romane, e a quelle di città alleate di Roma, non era concesso di spingersi più a est del "Promontorio Lacinio" (Capo Colonna), presso Crotone. La successiva alleanza di Roma con Napoli nel 327 a.C. e la fondazione della colonia romana di Lucera nel 314 a.C., decisa mentre era in corso la seconda guerra sannitica, preoccuparano i Tarentini, che temevano di dover rinunciare, a causa dell'avanzata romana, alle loro ambizioni di conquista dei territori dell'Apulia settentrionale. Tuttavia, almeno fino a quel momento, tra Roma e le città della Magna Grecia erano intercorse buone relazioni commerciali, come ricorda lo storico francese Pierre Grimal.

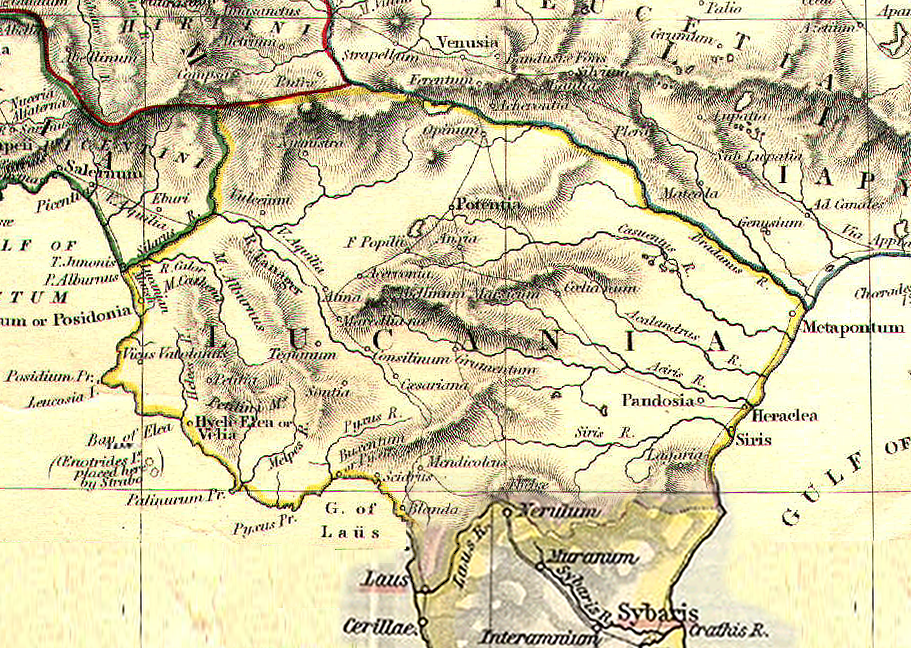
La Lucania secondo The Historical Atlas: la battaglia si svolse a ridosso del fiume Sinni (antico Siris), a sud di Pandosia.

Nuovi attacchi da parte dei Lucani, forse sobillati dagli stessi Romani, indussero nuovamente i Tarentini a chiedere aiuto ai mercenari della madrepatria: fu questa volta ingaggiato Cleonimo di Sparta (303-302 a.C.), che tuttavia fu sconfitto dagli Italici. Nonostante la successiva vittoria di un altro greco, Agatocle di Siracusa, sui Bruzi (298-295 a.C.), la fiducia delle piccole polis dell'Italia meridionale in Taranto e Siracusa iniziò a svanire. A trarne vantaggio fu Roma, che, nel contempo, si era alleata con i Lucani e più a settentrione era proprio in quegli anni risultata vittoriosa nella battaglia del Sentino su Sanniti, Etruschi, Galli e Sabini.
Morto Agatocle di Siracusa nel 289 a.C., fu Thurii a chiedere per prima l'intervento romano contro i Lucani nel 285 a.C. e ancora nel 282 a.C., e le città di Reggio (l'antica Rhegion, dove fu posta una guarnigione romana di 4000 armati), Locri (antica Locri Epizefiri) e Crotone (antica Kroton) chiesero di essere poste anch'esse sotto la protezione di Roma. Quest'ultima si veniva così a trovare proiettata verso il Meridione d'Italia, ma i rappresentanti della città di Taranto, i democratici Philocharis e Ainesias, intendevano salvaguardare l'indipendenza di Taranto e fecero di tutto per opporsi alle mire espansionistiche di Roma su quei territori.
Le strategie politiche e militari - quali la fondazione di colonie di diritto latino, la deduzione di colonie romane e la costruzione della via Appia - attuate da Roma nell'ultimo cinquantennio testimoniavano tuttavia una potente spinta espansionistica verso sud. Tale spinta, spesso attribuita alla sola gens Claudia, era in realtà favorita dalla politica generale di tutto il senato, e motivata da interessi culturali e commerciali oltre che puramente militari. Se pure la presenza di civiltà ad alto livello di organizzazione poteva costituire un ostacolo alla sua penetrazione, Roma seppe invece rompere i rapporti di solidarietà tra le varie realtà del sud della penisola italica.

## Casus belli

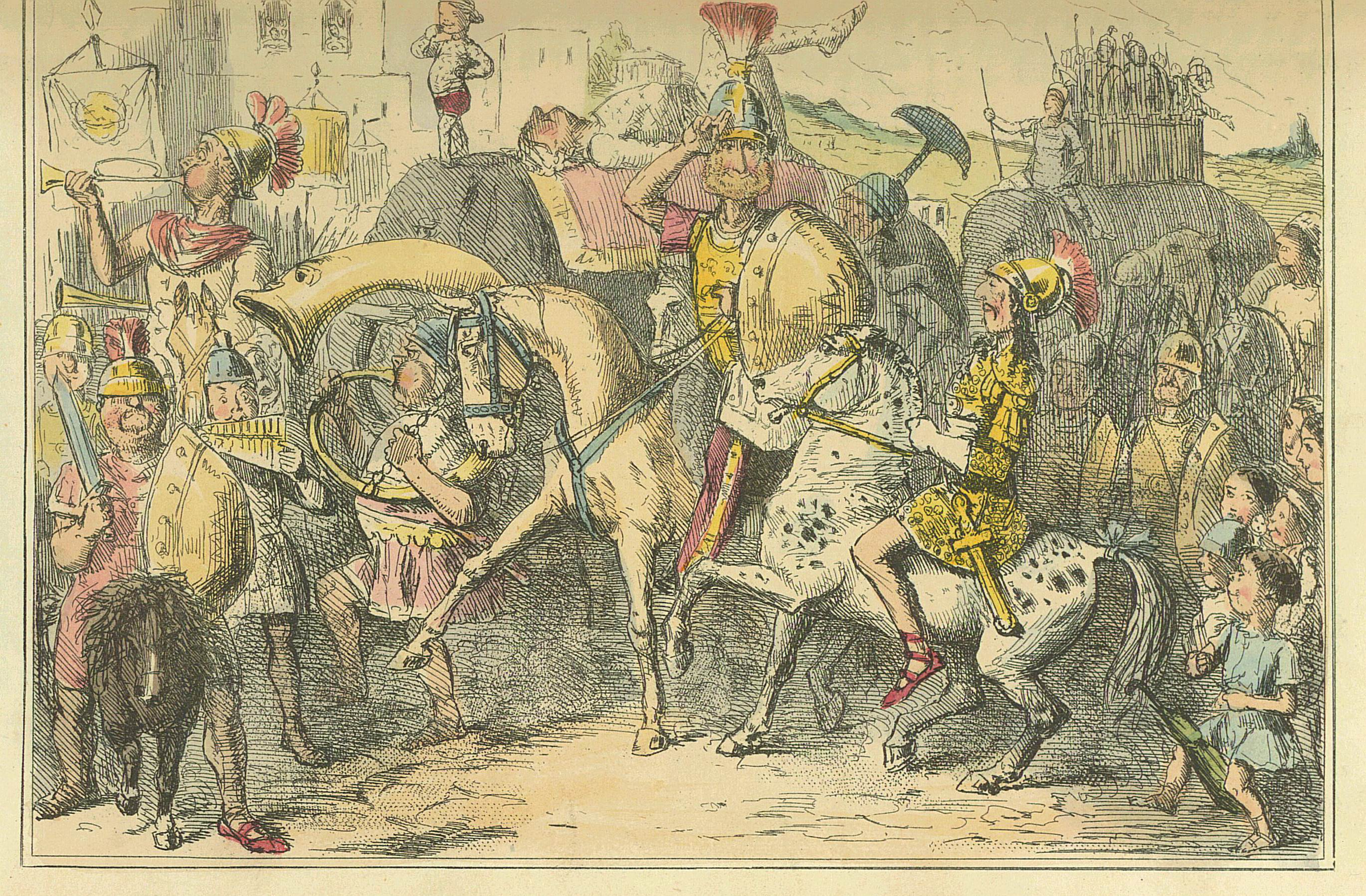
John Leech, Pirro arriva in Italia con le sue truppe.

Nell'autunno del 282 a.C., durante le celebrazioni in onore di Dioniso che si tenevano nel teatro sulla riva del mare, i Tarentini videro entrare nel Golfo di Taranto dieci navi da osservazione romane, al comando di Publio Cornelio Dolabella o dell'ammiraglio Lucio Valerio. Infuriati per la violazione del trattato, i Tarentini, che consideravano ancora vigenti i precedenti accordi, seppur risalenti a oltre cinquant'anni prima (e che all'opposto i Romani, in seguito allo sviluppo degli eventi, reputavano ormai decaduto), mossero la propria flotta contro le navi romane. Nel corso dello scontro quattro navi romane furono affondate e una fu catturata. A quel punto l'esercito e la flotta tarentina attaccarono la città di Thurii, cacciarono gli aristocratici, ristabilirono i democratici al potere e allontanarono la guarnigione romana che la presidiava. I Romani, allora, organizzarono una missione diplomatica guidata dall'ambasciatore Postumio. Sempre secondo Cassio Dione, i diplomatici romani furono derisi e oltraggiati dalla popolazione tarentina. Dopo questo affronto i Romani chiesero la liberazione dei prigionieri, il ritorno dei cittadini espulsi da Thurii, il risarcimento dei danni subiti e l'arresto degli autori dei crimini. Le richieste romane furono respinte. Fallita la missione diplomatica, Roma si sentì in diritto di dichiarare guerra a Taranto. I Tarentini, consapevoli della forza di Roma, non si lasciarono illudere dalle vittorie conseguite fino a quel momento e chiesero aiuto a Pirro re dell'Epiro.

### Preludio alla battaglia
Nel 281 a.C. le legioni romane, al comando di Lucio Emilio Barbula, entrarono in Taranto e la conquistarono, malgrado i rinforzi dei Sanniti e dei Messapi. All'indomani della battaglia i Greci chiesero una breve tregua e la possibilità di intavolare delle trattative con i Romani. I negoziati vennero bruscamente interrotti con l'arrivo a Taranto dell'ambasciatore Cinea che precedeva (o accompagnava) 3000 soldati, forza d'avanguardia di Pirro posta sotto il comando del generale Milone di Taranto. Il piano di Pirro era quello di aiutare Taranto per poi giungere in Sicilia e quindi attaccare Cartagine, come del resto fece nel 278 a.C..
Dopo aver lasciato l'Epiro, Pirro ottenne aiuti militari da Antioco I di Siria, da Antigono II Gonata, dal re di Macedonia Tolomeo Cerauno e dal re dell'Egitto Tolomeo II. Reclutò anche altre forze mercenarie, tra cui i cavalieri di Tessaglia e i frombolieri di Rodi. Nel 280 a.C. Pirro salpò verso le coste italiche ma, durante la traversata, fu sorpreso da una tempesta che arrecò danni alle navi e lo indusse a sbarcare le truppe, probabilmente nei pressi di Brindisi. Era a capo di 25500 uomini armati e 20 elefanti. Di lì proseguì via terra verso Taranto dove si acquartierò, aiutato dai Messapi.
Dopo aver atteso l'arrivo delle restanti navi, Pirro lasciò a Taranto un presidio di 3000 uomini con il suo fidato ambasciatore Cinea e si spostò verso sud, accampandosi nei pressi di Eraclea. I Romani avevano previsto l'imminente arrivo di Pirro e mobilitarono otto legioni. Queste comprendevano circa 80000 soldati divisi in quattro armate:
- la prima armata, comandata da Barbula, si stanziò a Venosa per impedire ai Sanniti e ai Lucani di congiungersi con le truppe di Pirro;
- la seconda armata fu schierata a protezione di Roma nell'eventualità che Pirro tentasse di attaccarla;
- la terza armata, comandata dal console Tiberio Coruncanio, aveva il compito di attaccare gli Etruschi per scongiurare che si alleassero con Pirro[37];
- la quarta armata, comandata dal console Publio Valerio Levino, avrebbe dovuto attaccare Taranto ed invadere la Lucania.

Difatti, Levino invase la Lucania e intercettò Pirro nei pressi di Eraclea, città alleata dei Tarentini, con l'intento di bloccare la sua avanzata verso sud, scongiurando in questo modo una sua alleanza con le colonie greche di Calabria.

## Forze in campo
Le fonti dell'epoca sono piuttosto lacunose sull'esatta consistenza e distribuzione delle forze dell'esercito romano. I dati numerici sullo schieramento greco, invece, risultano molto più dettagliati.

### Repubblica romana
La disposizione ipotizzata delle truppe della Repubblica romana:
Comandante: Publio Valerio Levino
- 20000 armati circa[2][3] suddivisi in:
  - 2 legioni di cittadini romani e 2 alae di socii (alleati italici, che erano posti alle ali dello schieramento), composte ciascuna da 4200 / 5000 fanti[42][43] per un totale di 16800 / 20000 fanti[44];
  - 600 cavalieri legionari[43] e 1800 alleati[45], pari a 2400 complessivi[44], alcuni dei quali posti a difesa dell'accampamento e che non presero parte ai combattimenti iniziali.

Ecco come doveva apparire lo schieramento di battaglia dell'esercito consolare polibiano nel III secolo a.C., con al centro le due legioni e sui fianchi le alae Sociorum (gli alleati italici) e la cavalleria legionaria e alleata.

### Epiro e Taranto

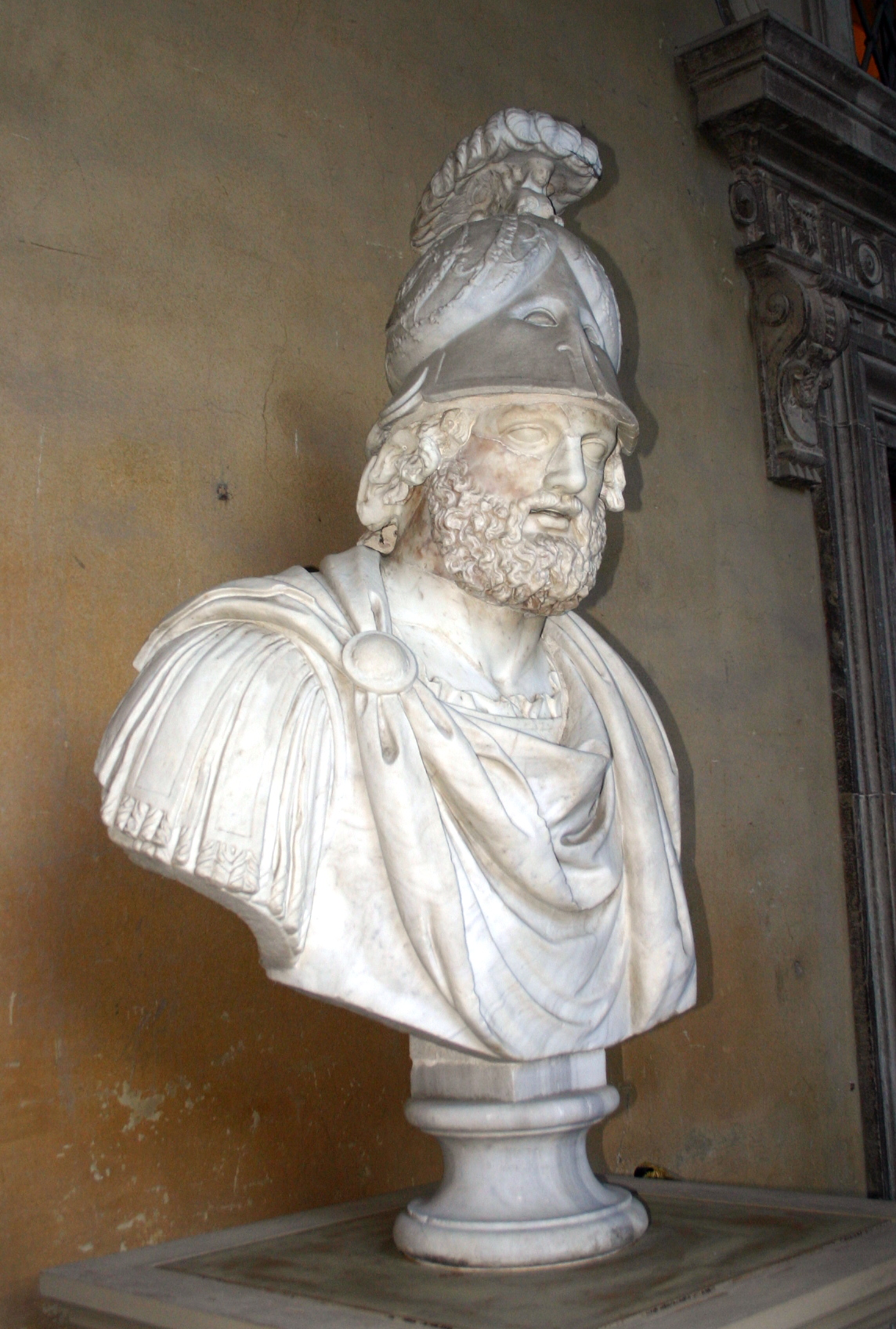
Busto marmoreo raffigurante re Pirro (Firenze, Palazzo Pitti)

La disposizione delle truppe d'Epiro e di Taranto al momento della battaglia era il seguente:
Comandante: Pirro
- 3000 peltasti mercenari Etoli, Acarnani e Atamani, sotto il comando di Milone a Taranto
- 3000 cavalieri: 500 dello "squadrone reale", 1200 Epiroti, 300 Tessali e altri 400 mercenari dell'Ellade, 600 alleati Tarantini e Messapi
- 14500 fanti Epiroti e Macedoni disposti a falange
- 3000 opliti "scudi bianchi" di Taranto
- 2000 arcieri  (verosimilmente da Cilicia e Mesia)
- 500 frombolieri  (probabilmente Cirti)
- 3000 peltasti mercenari Messapi
- 20 elefanti da guerra indiani

## Fasi del conflitto
Pirro preferì non muovere immediatamente verso Roma, verosimilmente per attendere i rinforzi inviati dai suoi alleati, ma nel frattempo il console Levino invase la Lucania impedendo alle armate dei Lucani e dei Bruzi di unirsi all'esercito di Pirro.
Non potendo più contare su questi rinforzi, Pirro decise di accamparsi e di attendere i Romani nella piana situata tra le città di Eraclea e di Pandosia, nei pressi della riva sinistra del Sinni, per cui intendeva sfruttare il fiume a proprio vantaggio contando sulle difficoltà che i Romani avrebbero avuto per attraversarlo.

### Prima fase
Poco prima dell'inizio della battaglia, Pirro inviò alcuni diplomatici al cospetto del console romano Levino per proporgli una mediazione nel conflitto tra Roma e le colonie della Magna Grecia. I Romani rigettarono la proposta e si accamparono anch'essi nella piana, sulla riva destra del fiume Sinni. Pirro, udito ciò, cavalcò lungo il fiume per spiare i nemici. Meravigliandosi della disciplina militare romana e dell'ordine con cui era disposto l'accampamento, si voltò verso Megacle, uno dei suoi più fidati ufficiali, esclamando:
(Plutarco, Vita di Pirro, 16.)

Prima fase della battaglia

Dopo aver detto questo decise di non fare la prima mossa. Levino, dal canto suo, non disponeva di rifornimenti sufficienti per mantenere a lungo quella posizione, per cui decise di non tardare ulteriormente l'azione e di attraversare il fiume per dare battaglia.
Dionigi di Alicarnasso e Plutarco riferiscono che all'alba del 1º luglio 280 a.C. i Romani attraversarono il Sinni: la fanteria guadò il fiume davanti alle truppe di copertura di Pirro, mentre la cavalleria scelse un guado più lontano. La cavalleria di Pirro si mosse tardivamente e non riuscì a sorprendere le truppe romane durante il guado, pertanto la cavalleria romana giunse indisturbata contro il fianco della fanteria greca lasciata in copertura. Le truppe greche furono costrette a ritirarsi per sfuggire all'accerchiamento.
In seguito all'attacco romano, Pirro ordinò alla cavalleria macedone e tessala di contrattaccare la cavalleria romana. Il resto della sua fanteria, composta da mercenari, arcieri e fanteria leggera, si mise in marcia. Durante lo scontro uno dei capitani di Pirro, Leonato il Macedone, fu attratto da un romano, Oblaco Volsinio (chiamato in Floro, "Ossidio" e in Plutarco "Oplax"), prefetto della cavalleria alleata romana dei ferentani, il quale a suo dire non perdeva mai di vista il re Pirro. Difatti pochi istanti dopo Oblaco spinse il cavallo e, abbassando la lancia, aggredì Pirro. Nello scontro entrambi caddero da cavallo, dopo aver gettato le insegne. Leonato intervenne in aiuto di Pirro, mentre Oblaco fu bloccato e ucciso dai soldati greci. In conseguenza di ciò, Pirro chiamò a sé Megacle e decise di scambiare con quest'ultimo i panni e le armi, continuando così a combattere come un normale soldato e scongiurando altri rischi.

### Seconda fase
Gli opliti, disposti in formazione a falange, giunti in prossimità del nemico effettuarono ben sette cariche nel tentativo di sopraffare i legionari romani. Riuscirono a sfondare le prime linee nemiche ma non poterono avanzare ulteriormente a meno di non rompere la propria formazione. Una simile eventualità avrebbe esposto gli opliti ai colpi dei Romani, per cui furono costretti a restare sulla loro posizione.

Seconda fase della battaglia

Lo scambio dei panni e delle armi fu essenziale per salvaguardare la vita del re. I Romani continuarono a prendere di mira colui che portava le armi reali finché un cavaliere di nome Destro assalì e uccise Megacle; lo spogliò quindi delle vesti reali e corse verso il console Levino, annunciando a tutti di aver ucciso Pirro. Dopo tale notizia i Romani, galvanizzati dalla morte del re epirota, sferrarono un deciso contrattacco, mentre i Greci sbigottiti cominciarono a perdersi d'animo. Pirro, avendo inteso il fatto, si mise a correre per il campo e a capo scoperto si fece riconoscere dai suoi soldati. Per riprendere in mano le sorti della battaglia, mandò in campo gli elefanti da guerra che, con la loro grossa stazza, crearono subito scompiglio tra le file romane. Inoltre, questi animali portavano in groppa una torretta con soldati che potevano a loro volta colpire dall'alto i nemici. I Romani non avevano mai visto questi animali prima di allora e li scambiarono per i grandi buoi tipici del posto; per questo furono chiamati "buoi lucani". Gli elefanti travolsero le legioni romane creando panico tra gli uomini e i cavalli, anche a causa dell'enorme massa, bruttezza e odore, e li terrorizzarono con il loro barrito.
Paolo Orosio racconta, forse confondendo un episodio raccontato da Floro e attribuito da quest'ultimo alla successiva battaglia di Ascoli (279 a.C.), che durante lo scontro il primo astato della IV legione, Gaio Minucio (o Numicio), riuscì a ferire alla proboscide un pachiderma; questi, inferocito e fuori controllo, si rigirò contro le truppe greco-epirote causando numerose vittime.
Alla vista di questo disordine Pirro ordinò alla cavalleria tessala di attaccare, sbaragliando definitivamente la fanteria romana ormai in ritirata. Ciò permise ai Greci di conquistare il controllo del campo di battaglia e di entrare nell'accampamento romano. Nelle battaglie dell'antichità, la presa dell'accampamento nemico rappresentava una grande disfatta per l'avversario; si suppone inoltre che i Romani abbiano abbandonato nell'accampamento materiali da guerra e armi: i legionari superstiti, forse seguendo la via Nerulo-Potentia-Grumentum, si ritirarono a Venosa probabilmente dopo essersi liberati del proprio equipaggiamento. Fu tuttavia soprattutto grazie al sopraggiungere della notte che i Romani e il console Levino poterono salvarsi da una carneficina ancor peggiore.

### Le perdite
Nel riportare le perdite subite dagli schieramenti, Plutarco cita due fonti molto divergenti tra loro:
- lo storico greco Geronimo di Cardia, che registra 7000 vittime tra le file romane e 4000 tra quelle greche;
- Dionigi di Alicarnasso, secondo il quale, invece, le perdite furono molto più elevate: 15000 morti tra i Romani e 13000 tra le truppe di Pirro.

Inoltre Eutropio riferisce che 1800 soldati romani furono fatti prigionieri:
(Eutropio, Breviarium ab Urbe condita, II, 11.)
Paolo Orosio fornisce questo preciso bilancio delle perdite romane: 14880 morti e 1310 prigionieri per la fanteria, 246 cavalieri uccisi e 502 prigionieri, oltre a 22 insegne perse. I dati di Paolo Orosio sono in linea con quelli di Dionigi e di Eutropio, che li riportano in più scritti.
Se si fa riferimento a quanto riferito da Dionigi, le perdite ammontavano alla metà dell'esercito greco, mentre se si considerano i numeri di Geronimo le vittime ne rappresentavano comunque un quinto. In entrambi i casi queste perdite erano difficilmente colmabili dal momento che l'Epiro non era in grado di fornire rimpiazzi in tempi brevi, a differenza dell'esercito romano che arruolava nuove legioni con estrema velocità, soprattutto se si considera la qualità degli uomini che perirono. Pirro perse molti fedeli amici e ottimi capitani e anche lui stesso rischiò più volte la morte; così, anziché festeggiare per la vittoria ottenuta, venne preso dallo sconforto. Di conseguenza, tentò di reclutare i prigionieri romani nel proprio esercito, come aveva già fatto in Oriente con i contingenti mercenari, ma essi rifiutarono e preferirono restare fedeli a Roma.
Secondo lo storico Giovanni Brizzi, la battaglia fu decisa dal fatto che i Romani si confrontarono per la prima volta con la "manovra avvolgente" di origine ellenistica e le legioni, che avevano tenuto testa alla falange fino a quel momento, cedettero di colpo quando gli elefanti e la cavalleria tessala piombarono sul loro fianco, costringendo l'esercito romano a ripiegare in disordine.

## Conseguenze

### Reazioni immediate
Dopo la battaglia, sembrò concretizzarsi quell'intesa tra Greci e Italici in funzione antiromana, che parte dell'aristocrazia tarentina si augurava da tempo. Rinforzi lucani e sannitici si unirono all'esercito di Pirro e anche i Bruzi si ribellarono. Le città greche d'Italia si allearono con il sovrano epirota: Locri scacciò la guarnigione romana, imitata poco dopo da Crotone. A Reggio Calabria, ultima posizione della costa ionica ancora controllata da Roma, il pretore campano Decio Vibullio (o Giubellio), che comandava la guarnigione cittadina, massacrò una parte degli abitanti, cacciò i restanti e si proclamò reggente della città, ribellandosi all'autorità di Roma. Più tardi fu punito da Gaio Fabricio Luscino.
Pirro aveva appreso che il console Levino sostava a Venosa, impegnato ad assicurare le cure ai feriti e a riorganizzare l'esercito in attesa di rinforzi, mentre il console Coruncanio era impegnato in Etruria. Pertanto avanzò verso Roma con l'intento di spingere i suoi alleati all'aperta ribellione, chiedendo per Sanniti, Lucani, Dauni e Bruzi la restituzione dei territori perduti in guerra, oltre a provare a sorreggere gli Etruschi contro l'esercito di Coruncanio. Per prima cosa, Pirro inviò a Roma un'ambasciata, guidata da Cinea, per dettare le condizioni di pace e restituire i prigionieri catturati al termine della battaglia. Accolto dal Senato romano, rimase però deluso dall'intervento di Appio Claudio Cieco, che si concluse con queste parole:
(Appiano di Alessandria, Storia di Roma, le guerre sannitiche, X, 2.)
A queste parole seguì, alla presenza dello stesso Cinea, l'arruolamento di due nuove legioni, affidate ancora a Levino, al fine di rimpiazzare i caduti in battaglia. L'ambasciatore, sconvolto nel vedere quanti fossero i volontari per questa nuova chiamata alle armi, tornato da Pirro esclamò:
(Appiano di Alessandria, Storia di Roma, le guerre sannitiche, X, 3.)
Frattanto gli Etruschi avevano accettato una pace che lasciò libere le forze di Coruncanio, che ora stavano muovendo dal nord dell'Etruria per riunirsi a Levino. Quando Pirro si accorse che non c'era alcuna possibilità di un accordo con il Senato romano, decise di passare al contrattacco, avanzando con la sua armata verso nord. Durante l'avanzata deviò su Napoli con l'intento di prenderla o di indurla a ribellarsi a Roma. Il tentativo fallì e comportò una perdita di tempo che giocò a vantaggio dei Romani: quando giunse a Capua la trovò già presidiata da Levino. Proseguì allora verso Roma devastando la zona del Liri e di Fregellae, giungendo infine ad Anagni e forse anche a Preneste. Consapevole di non disporre di forze sufficienti per affrontare le armate riunite di Coruncanio, Levino e Barbula, decise di ritirarsi e far ritorno in Campania, dove ripartì le forze nelle varie città in attesa dell'inverno; in questo modo sottolineò anche i limiti territoriali che egli stesso aveva fissato per la sua azione, confinandola alla sola Italia meridionale.
In seguito (inverno del 280-279 a.C.), Gaio Fabricio Luscino venne inviato come ambasciatore presso Pirro per trattare lo scambio dei prigionieri. Pirro fu favorevolmente colpito dalle qualità dell'ambasciatore, al punto da affidargli i prigionieri per portarli a Roma; in cambio chiese che il Senato stabilisse un pagamento per il riscatto. L'assise respinse la richiesta e Luscino restituì i prigionieri, rispettando in questo modo gli impegni che aveva assunto.

### Impatto sulla storia
Questa battaglia, insieme alla battaglia di Ascoli (279 a.C.) del 279 a.C., costituì una delle ultime resistenze della Magna Grecia al dilagare dell'espansionismo della vicina Repubblica romana, proiettata ormai verso l'espansione nel meridione della penisola italica. La battaglia di Ascoli Satriano, dove Pirro, pur vincendo tatticamente il secondo scontro, contò tra le sue file un numero di vittime quasi pari a quello romano (4000 contro le 6000 romane), mostrò inoltre che il re epirota non era riuscito a "strappare" alcun alleato della regione apula ai Romani. Pirro si trovava così, per la seconda volta, in una posizione di stallo nella quale, pur avendo sconfitto ancora i Romani, aveva lasciato pressoché invariate le loro forze militari, e aveva anzi incoraggiato gli alleati di Roma a resistergli.
A tenerlo inattivo per il resto dell'anno contribuì anche la notizia di un'invasione da parte dei Celti in Grecia e in Macedonia. Il suocero, sovrano di questo regno, Tolomeo Cerauno, era morto in battaglia nel tentativo di respingere l'incursione celtica. La morte del suocero generò in Pirro sentimenti contrastanti di preoccupazione e ambizione, come sostiene Brizzi. Il sovrano epirota si trovava, infatti, a perdere un autorevole alleato, ma al tempo stesso la sua scomparsa gli apriva la porta per accedere al trono di uno dei più importanti regni del mondo antico
Quasi contemporaneamente egli fu chiamato da buona parte delle città greche della Sicilia, preoccupate dall'avanzata delle truppe cartaginesi ormai prossime a minacciare la stessa Siracusa. Costretto a scegliere, Pirro optò per l'Occidente. Le vittorie contro i Romani non solo lo avevano imbaldanzito, ma sembravano per lui un'ottima opportunità per cacciare definitivamente i Cartaginesi dalla Sicilia e poi permettergli, grazie a questa nuova alleanza con una Magna Grecia "riconoscente" del servigio prestatole, di far ritorno in Epiro con nuove e importanti risorse finanziarie e militari, e conquistare il primato in Macedonia e Grecia.
Per realizzare questo progetto Pirro aveva però bisogno di una pace duratura con i Romani, che gli permettesse di occuparsi dei soli Cartaginesi; ma questi ultimi riuscirono ad anticiparlo e a stipulare un nuovo trattato di alleanza con il Senato romano contro il comune nemico epirota. Polibio narra infatti:
(Polibio, Storie, III, 25, 1-5.)

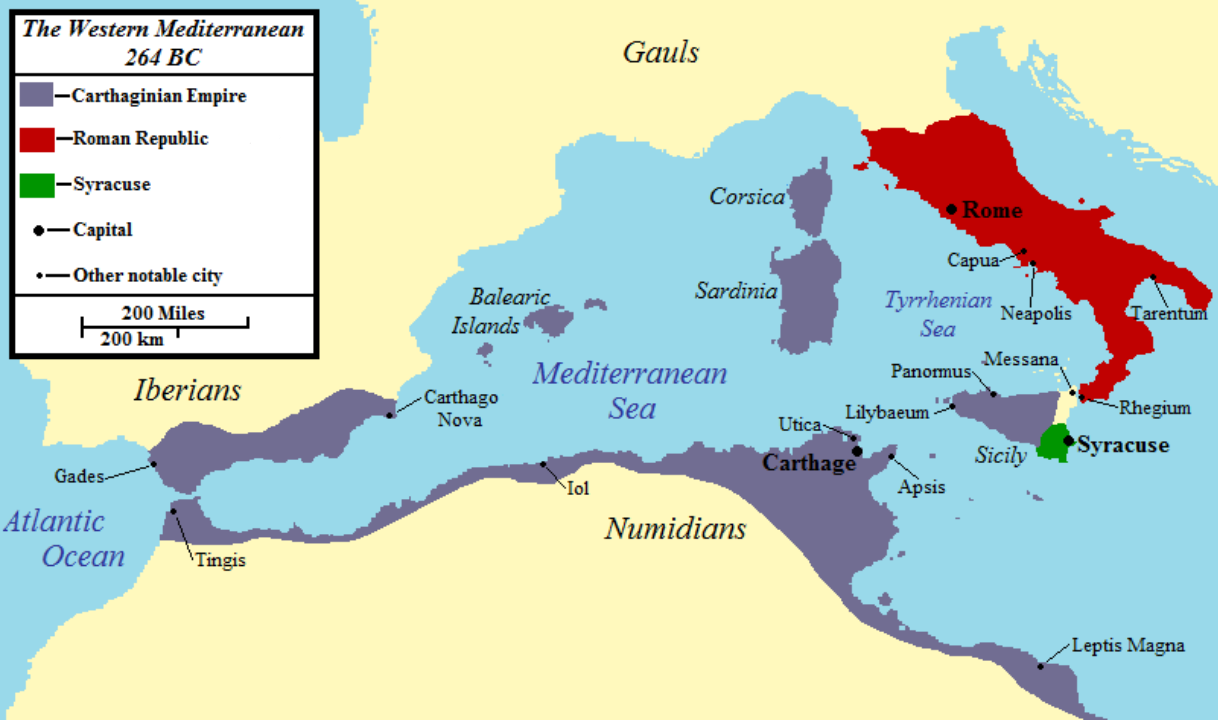
La Repubblica romana e Cartagine alla vigilia della prima guerra punica nel 264 a.C., per il dominio del mar Mediterraneo occidentale.

Malgrado il fallimento delle trattative con Roma, Pirro reclutò molti armati tra i suoi alleati e, forte di un esercito di 37000 unità, passò in Sicilia, dove riuscì a espugnare Erice. Dopo la caduta della città filo-cartaginese meglio fortificata, ne seguirono altre, come quelle di Segesta e di Iato. L'unica città rimasta a resistergli era la sola Lilibeo, rifornita via mare dalla flotta cartaginese. Quando ormai sembrava prossimo al successo finale, Pirro fu persuaso dai Sicelioti a rifiutare la pace offerta dai Cartaginesi, ormai prossimi a essere cacciati dall'isola, per poi essere abbandonato dai suoi stessi alleati dopo due mesi di estenuante assedio, poiché stanchi di dover affrontare nuovi sacrifici. Svaniva così del tutto il sogno di ripetere l'impresa di Agatocle di Siracusa e di sbarcare in Africa settentrionale, tanto che divenne sempre più precario lo stesso controllo di Pirro sull'isola, a causa delle continue defezioni nelle file dei Greci. Il mancato successo finale peggiorò, infatti, il rapporto tra Pirro e i Sicelioti, forse anche a causa di un'avida gestione delle risorse del luogo da parte del re epirota che avrebbe voluto imporre una monarchia di stampo ellenistico sull'isola. Pirro tornò quindi in Italia, prendendo come pretesto una nuova richiesta d'aiuto di Taranto.
Rientrato in Italia meridionale, Pirro si accorse che durante la sua assenza di tre anni (dal 278 al 276 a.C.) i Romani avevano ripreso l'iniziativa, battendo ripetutamente i suoi alleati Bruzi, Lucani e Sanniti. Anche gli Italioti di Crotone e Locri avevano chiesto una nuova alleanza con Roma. Il re epirota tentò invano di raddrizzare le sorti della guerra, ma inutilmente; anche se riuscì a riprendere Locri, non fu in grado, come era successo nei precedenti scontri, di battere le due armate consolari che gli si erano poste di fronte. Al contrario dovette ritirarsi, seppur imbattuto, al termine di un nuovo scontro nei pressi di Malevento (da allora ribattezzata Benevento). Era l'atto finale della guerra. Con le forze ormai logore Pirro decise di far ritorno in patria, lasciando nell'alleata Taranto un timido presidio comandato da Milone, il quale si arrese però ai Romani pochi anni dopo (nel 272 a.C.). I Greci dell'Italia meridionale nell'arco di un decennio, insieme a Sanniti, Bruzi e Lucani, furono assorbiti dalla Repubblica romana, che fondò in tutta l'area numerose sue colonie: Posidonia (la latina Paestum) nel 273 a.C., Beneventum nel 268 a.C., Aesernia nel 263 a.C.. Nel 265 a.C., con la presa di Volsinii, la sottomissione della penisola poté dirsi conclusa da parte della Repubblica romana. Roma era ora proiettata alla conquista del Mediterraneo occidentale contro la potenza marittima di Cartagine, sua alleata durante le guerre pirriche.

## Proverbi, leggende e superstizioni
Le vittorie di Eraclea e di Ascoli Satriano costarono a Pirro perdite estremamente alte. Si narra che proprio dopo la vittoria di Eraclea Pirro abbia esclamato: "Un'altra vittoria come questa e me ne torno in Epiro senza più un soldato!".
Entrambe le battaglie costarono al vincitore perdite così alte da rivelarsi incolmabili, condannandolo a perdere le guerre pirriche e rendendo fallimentare la campagna militare in Italia. Da questa circostanza nasce l'espressione "vittoria di Pirro", usata in molte lingue.

### Fonti primarie
- Appiano di Alessandria, Storia di Roma, le guerre sannite. URL consultato il 5 marzo 2009 (archiviato dall'url originale il 19 dicembre 2015).
- Dionigi di Alicarnasso, Antichità romane, libro XVIII e XIX.
- Cassio Dione, Fragmenta Ursiniana, libro IX, CV e successivi.
- Quinto Ennio, Annales, libro VI, fr.183, V.
- Eutropio, Breviarium ab Urbe condita, libro II, 11-12.
- Floro, Epitome di storia romana, libro I, 13.
- Sesto Giulio Frontino, Stratagemmi, libro IV, 3.
- Marco Giuniano Giustino, Historiarum Philippicarum T. Pompeii Trogi (TXT), libro XVII e XVIII.
- Agostino d'Ippona, La città di Dio, libro III, 17.
- Tito Livio, Periochae degli Ab Urbe condita libri, libro XI e XII.
- Paolo Orosio, Historiae adversum paganos, libro IV, 1.
- Plinio il Vecchio, Naturalis historia, libro III, 97 e 98.
- Plutarco, Vita di Pirro.
- Polibio, Storie, libro I, III e VI.
- Diodoro Siculo, Biblioteca storica, libro XXII, 2.
- Strabone, Geografia, VI, 1, 14.
- Giovanni Zonara, Epitome, libro VIII.

### Fonti secondarie
- (EN) Christopher L. H. Barnes, Images and insults: ancient historiography and the outbreak of the Tarentine War, Franz Steiner Verlag, 2005, ISBN 3-515-08689-7.
- Giovanni Brizzi, Storia di Roma. 1. Dalle origini ad Azio, Bologna, Pàtron, 1997.
- Andrea Carandini, La Romanizzazione dell'Etruria, Regione Toscana, 1985.
- (FR) Jérôme Carcopino, Pyrrhus, conquérant ou aventurier?, Paris, Flammarion, 1961 ristampato nel 1992, ISBN 2-08-050089-9.
- Guglielmo Cavallo, Paolo Fedeli, Andrea Giardina, Lo spazio letterario di Roma antica, Salerno, 1991, ISBN 88-8402-075-1.
- Chiara Melani, Francesca Fontanella, Giovanni Alberto Cecconi, Storia illustrata di Roma antica: dalle origini alla caduta dell'impero, Giunti, 2000, ISBN 88-09-01748-X.
- (EN) Peter Connolly, Greece and Rome at War, Greenhill Books, ISBN 1-85367-303-X.
- Peter Connolly, L'esercito romano, Milano, Arnoldo Mondadori Editore, 1976.
- Marta Conventi, Città romane di fondazione, L'Erma di Bretschneider, 2005, ISBN 88-8265-285-8.
- Stella E. Del Prato, La vittoria di Pirro in  Legio Praetoria Anno II, Lulu.com, ISBN 1-4092-3323-5.
- G.E. Di Blasi, Storia del regno di Sicilia, Vol I, Palermo, Tringale Ed., 1844.
- (EN) Petros E. Garoufalias, Pyrrhus, King of Epirus, ISBN 0-905743-13-X.
- Pierre Grimal, La civiltà dell'antica Roma, traduzione di T.M. Blasi, Newton Compton, 2007, ISBN 978-88-541-0850-9.
- (PL) Krzysztof Kęciek, Benewent 275 p.n.e, Bellona Warsaw, 2001.
- (FR) Marcel Le Glay, Rome, Grandeur et Déclin de la République, Ed Perrin, 1990 ristampato nel 2005, ISBN 2-262-01897-9.
- Mario Attilio Levi, L'Italia nell'Evo antico, Padova, 1988, ISBN 88-299-0329-9.
- Girolamo Marciano di Leverano, Descrizione, origine e successi della provincia d'Otranto, Napoli, Stamperia dell'Iride, 1851.
- Alessio Simmaco Mazzocchi, Commentario sulle Tavole Eracleensi, Napoli, 1754.
- Theodor Mommsen, capitolo VII, Le guerre tra Roma e il re Pirro, nel libro II, in Storia di Roma, 1856.
- (EN) John Drogo Montagu, Battles of the Greek and Roman worlds, Londres, Greenhill Books, 2000, ISBN 1-85367-389-7.
- Domenico Musti, La spinta verso il Sud: espansione romana e rapporti "internazionali", in  Arnaldo Momigliano, Aldo Schiavone, Storia di Roma. Vol. I, Torino, Einaudi, 1990, ISBN 978-88-06-11741-2.
- Antonio Nigro, Memoria tipografica ed istorica sulla città di Tursi e sull'antica Pandosia di Eraclea oggi Anglona, Napoli, Tip. Miranda, 1851.
- Ettore Pais, Storia di Roma dalle origini all'inizio delle guerre puniche, Optiman, 1926.
- Luigi Pareti, Storia di Roma e del mondo romano, Torino, Unione Tipografico-Editrice Torinese, 1952.
- Luigi Pareti, Angelo Russi, Storia della regione lucano-bruzzia nell'antichità, Ed. di Storia e Letteratura, 1997, ISBN 978-88-87114-23-2.
- André Piganiol, Le conquiste dei Romani, Milano, Il Saggiatore, 1989, ISBN 88-04-32321-3.
- Lorenzo Quilici, Forma Italie, vol. I, Siris-Heraclea, Roma, Istituto di topografia antica dell'università degli Studi di Roma "La Sapienza", 1967.
- Domenico Romanelli, Antica topografia istorica del regno di Napoli, Napoli, Stamperia Reale, 1815.
- Maria Teresa Schettino, Tradizione annalistica e tradizione ellenistica su Pirro in Dionigi (A.R. XIX-XX), Latomus, 1991.
- Howard H. Scullard, Storia del mondo romano vol. I, Milano, Rizzoli, 1992, ISBN 88-17-11903-2.
- (FR) Eugène Talbot, Histoire romaine, 1875.
- Istituto di studi romani, Italia romana, Istituto di studi romani, 1938.